# مونت‌ورنون (ایندیانا)
مونت‌ورنون، ایندیانا (به انگلیسی: Mount Vernon, Indiana) یک شهر در ایالات متحده آمریکا با جمعیت ۶٬۶۸۷ نفر است که در ایندیانا واقع شده‌است.

## موقعیت جغرافیایی
موقعیت جغرافیایی شهرها و مناطق اطراف به شرح زیر است: